# Dakstoel

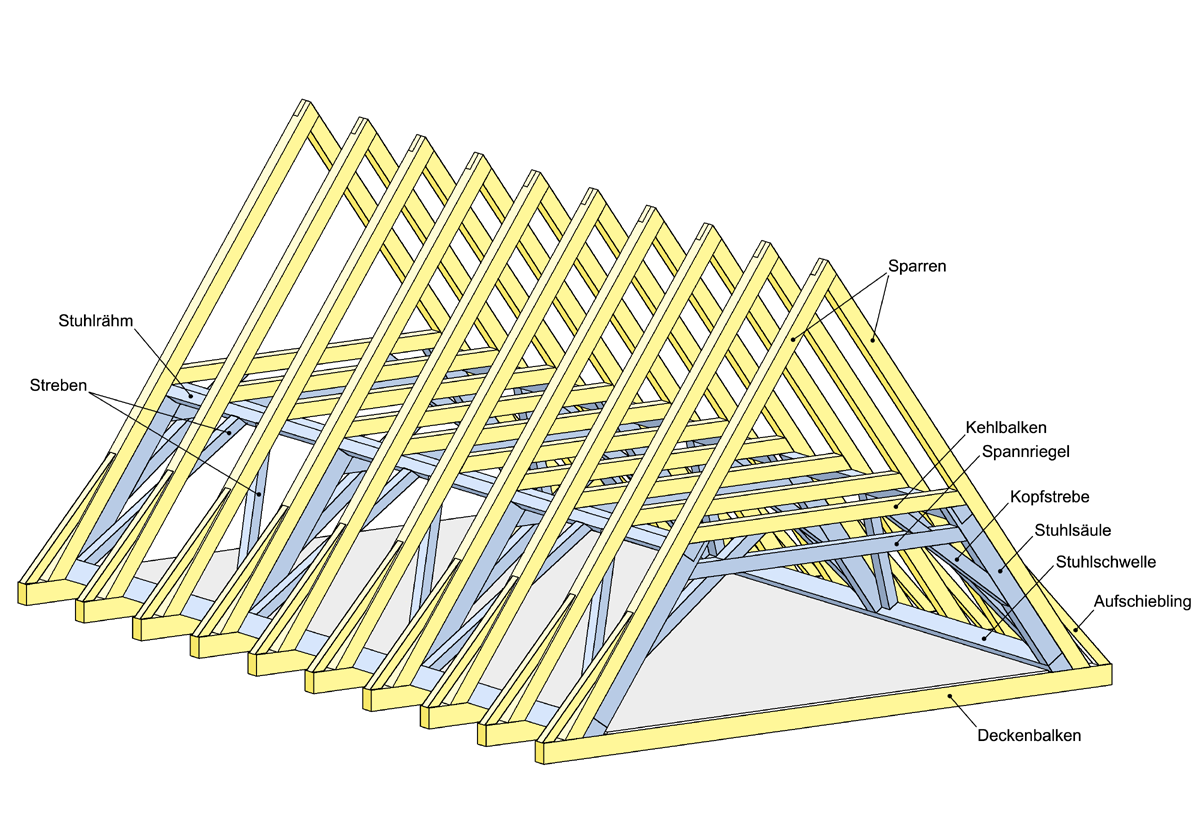
Schematische weergave van een dakconstructie, waarbij de eigenlijke dakstoel in blauw is weergegeven.

Een dakstoel, of kapgebint is in de bouwkunde de balkconstructie die een schuin dak ondersteunt. Het bestaat uit een samenstel van geschoorde liggers (spanten en staanders die rechtstreeks bevestigd zijn op de muurplaat van een (dwars-) gevel. Een gebinte is een poortvormige dwarsdoorsnede van een dak, terwijl de dakstoel de totaalconstructie van gebinten en spanten is.
De verschillende gebintconstructies keren terug in de dakstoel. De staande stoel correspondeert min of meer met het langsgebint, de liggende stoel met het dwarsgebint. In het laatste geval komen de (schuine) jukspanten, jukdekbalken en gordingen (flieringen) in plaats van de gebintstijlen, dekbalken en gebintplaten. De staande (Duitse) stoel komt net als het langsgebint in Nederland weinig voor. Dat geldt ook voor Engelse constructies als krukgebint en kromstijlgebint. Typisch Nederlands is daarentegen het schaargebint met schuine schaarspanten en een nokgording. In dit verband wordt ook wel gesproken over een gordingenkap (Duits: Pfettendach), die zich door een vlakkere dakhelling onderscheidt van een eigenlijke sporenkap. Bij een eenvoudige sporenkap ontbreekt de dakstoel.
De hedendaagse terminologie wijkt enigszins af van de historische termen, met name welke in Vlaanderen werden gebruikt.

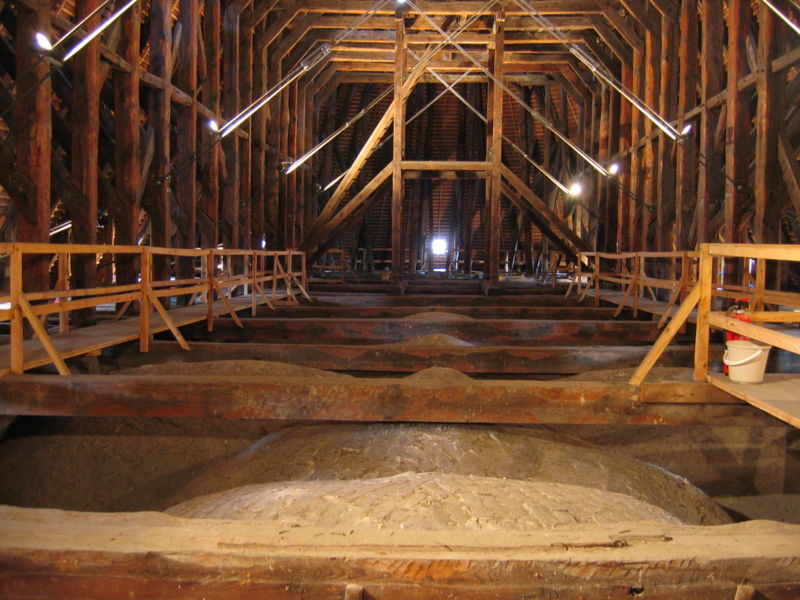
Balkenconstructie van het dak van een kerk.

Vanwege de kosten en het gewicht wordt nog altijd meest houten balken gebruikt voor een dakstoel. Wanneer gebruikgemaakt wordt van stalen elementen, (I-profiel of H-profiel) kan de constructie echter sterk vereenvoudigd worden.
Het stoel-gedeelte in het woord heeft slechts indirect met een stoel te maken. Het is afgeleid van Middelhoogduits stolle ('steun, stijl'), Duits Stolle of Stuhl ('gestel'). In dezelfde zin wordt ook het woord klokkenstoel gebruikt als het gestel waarop een klok rust. Nauw verwant is het woord staal ('grondslag').

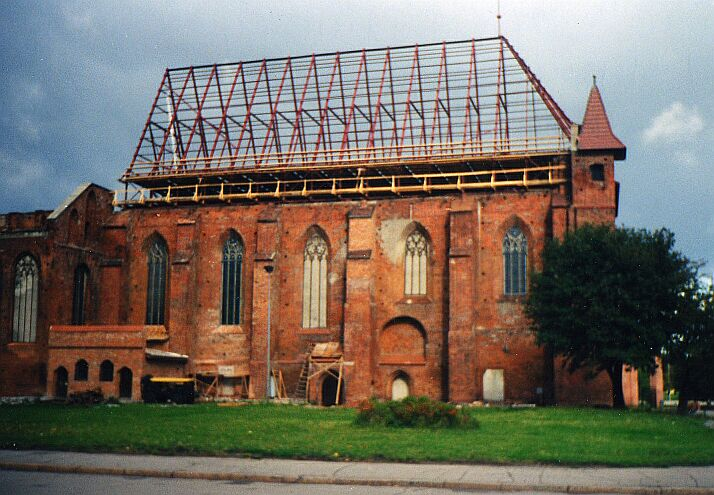
Duidelijk zichtbare dakstoel bij de restauratie van de oude kathedraal van Kaliningrad

De dakstoel kan open of gesloten zijn, dat wil zeggen bekleed met planken of plaatwerk, waardoor de onderzijde van de dakbedekking al dan niet zichtbaar is. Met name bij de restauratie van oude boerderijen wordt het als nostalgisch ervaren om de dakstoel zo veel mogelijk in het zicht te laten in plaats van deze weg te werken, zoals bij de meeste moderne huizen gebeurt.